# GNV FLA
GNV FLA is het zevende studioalbum van de Amerikaanse ska-punkband Less Than Jake. Het werd uitgegeven op 24 juni 2008 op cd en lp via Sleep It Off Records, het platenlabel van de band zelf. In 2013 en 2015 werd het album heruitgegeven op lp. De laatste heruitgave bevat ook een single met daarop twee demo's.

## Nummers
1. "City of Gainesville" - 1:53
2. "The State of Florida" - 2:15
3. "Does the Lion City Still Roar?" - 2:41
4. "Summon Monsters" - 2:42
5. "Abandon Ship" - 3:29
6. "Handshake Meet Pokerface" - 2:41
7. "Settling Son" - 3:01
8. "Malachi Richter's Liquor's Quicker" - 2:37
9. "Golden Age of My Negative Ways" - 1:40
10. "The Space They Can't Touch" - 2:53
11. "Conviction Notice" - 2:34
12. "This One Is Going to Leave a Bruise" - 2:25
13. "The Life of the Party Has Left the Building" - 0:39
14. "Devil in My DNA" - 3:28

## Muzikanten
| Band - Chris Demakes - gitaar, zang - Roger Manganelli - basgitaar, zang - Vinnie Fiorello - drums - Buddy Schaub - trombone - Peter Wasilewski - tenorsaxofoon | Aanvullende muzikanten - Scott Klopfenstein - trompet - Neil Hennessy - slagwerk |